# Suécia e as armas de destruição em massa
Durante meados do século XX, a Suécia tinha programas para armas nucleares e químicas. Durante as primeiras décadas da Guerra Fria, um programa de armas nucleares estava ativo.
Nenhuma arma foi desenvolvida. Nos anos 60, o panorama político e os problemas orçamentais impediram o uso dessas armas, e, em meados da década de 70, todos os planos de armas de destruição em massa tinham sido desmanteladas.

## Armas nucleares
Programa de armas nucleares da Suécia foi iniciado após a Segunda Guerra Mundial e o bombardeio nuclear americano das cidades japonesas de Hiroshima e Nagasaki.
Nos primeiros anos após a guerra, a Suécia tomou a decisão de se tornar uma potência neutra que poderia defender-se militarmente contra qualquer potência invasora. As maiores ameaças para a Suécia eram as capacidades nucleares soviéticas e, no final dos anos 40 e 50, muita pesquisa foi feita em armas nucleares.
Em 1948, os primeiros planos sólidos de como criar uma arma atômica foi apresentado ao FOA (Försvarets forskningsanstalt, Agência de Pesquisa de Defesa da Suécia). Os planos foram criados para executar um programa de energia nuclear civil em paralelo, usando recursos de urânio doméstico como combustível nuclear. Os reatores Ågesta e Marviken deveriam produzir plutônio para as armas, além de produzir energia. O Saab 36 foi um avião de ataque planejado que seria capaz de entregar armas nucleares, e mais tarde, submarinos e aviões, como o Lansen e finalmente o Viggen, foram considerados como um meio de entrega também.
Todas as atividades de desenvolvimento nuclear ocorreu na FOA. O plano era produzir 100 ogivas em um período de tempo de dez anos.
Durante os anos 60, ainda não estava claro se a Suécia deveria desenvolver uma capacidade de armas nucleares. Até o final da década de 60, o governo sueco, por causa das restrições do orçamento militar, teve que escolher entre uma arma nuclear ou um novo avião de caça (o Saab 37 Viggen). A escolha recaiu com o novo caça. Todos os planos para uma arma nuclear sueca foram desmantelados em 1968, quando a Suécia assinou o Tratado de Não Proliferação Nuclear. Em 1972, os últimos remanescentes de um plano de armas nucleares foi interrompido quando o FOA parou suas experiências com plutônio.
Suécia, no entanto, continuou com a energia nuclear civil e, a partir de 2012, a Suécia tinha 10 reatores nucleares ativos. Em março de 2012, na Suécia exportou 3.3 kg de plutônio e cerca de 9 kg de urânio natural e empobrecido para os Estados Unidos no âmbito da Iniciativa de Redução de Ameaças Globais.

## Armas químicas
Após a Primeira Guerra Mundial, a Suécia começou a pesquisa sobre armas químicas. Na década de 30, o primeiro programa de armas químicas da Suécia nasceu no desenvolvimento e pesquisa de equipamentos para gás mostarda. Em 1940, o trabalho sobre o gás foi temporariamente interrompido, mas, até o final da Segunda Guerra Mundial, os novos programas foram logo uma prioridade militar das Forças Armadas da Suécia. Programas para gás mostarda e gás sarin foram iniciados.
Na década de 60, o desenvolvimento de armas químicas foi muito criticado, e, em 1970, o governo sueco afirmou que não iria mais desenvolver ou produzir armas químicas. Em 1994, a Suécia assinou a Convenção sobre as Armas Químicas, que proíbe o desenvolvimento, produção, armazenamento e o uso de armas químicas.

## Armas biológicas
A Suécia é uma das signatárias da Convenção sobre as Armas Biológicas, que proíbe armas biológicas. A Convenção foi assinada pela Suécia em 27 de fevereiro de 1974 em Moscou e, novamente, em 27 de fevereiro de 1975 em Londres e Washington, D.C.. Foi ratificada pela Suécia em fevereiro de 1976.